# William Ramsay
William Ramsay (Glasgow, 2 de outubro de 1852 — High Wycombe, Buckinghamshire, 23 de julho de 1916) foi um químico escocês que descobriu os gases nobres e recebeu o Prêmio Nobel de Química em 1904 "em reconhecimento dos seus serviços na descoberta dos elementos gasosos inertes no ar" (juntamente com seu colaborador, Lord Rayleigh, que recebeu o Prêmio Nobel de Física no mesmo ano pela descoberta do argônio). Depois que os dois homens identificaram o argônio, Ramsay investigou outros gases atmosféricos. Seu trabalho em isolar argônio, hélio, neônio, criptônio e xenônio levou ao desenvolvimento de uma nova seção da tabela periódica.

## Biografia

### Início de vida
Ramsay nasceu em Glasgow em 02 de outubro de 1852, filho do engenheiro civil William Ramsay e Catherine, nascida Robertson. Ele era sobrinho do geólogo Sir Andrew Ramsay.
Frequentou a Academia de Glasgow e, em seguida, continuou seus estudos na Universidade de Glasgow com Thomas Anderson e depois foi estudar na Alemanha, na Universidade de Tubinga, com Wilhelm Rudolph Fittig onde sua tese de doutorado foi intitulada Investigações nos Ácidos toluico e nitrotoluênico.
Ramsay voltou para Glasgow como assistente de Anderson no Anderson College. Foi apontado como professor de Química na University College de Bristol em 1879 e casou-se com Margaret Buchanan em 1881. No mesmo ano, tornou-se o diretor do University College, em Bristol, e de alguma forma conseguiu combinar isso com a pesquisa ativa, tanto em química orgânica e em gases.

### Carreira
Recebeu o Nobel de Química de 1904, em reconhecimento de seus trabalhos sobre os gases e da determinação da posição que ocupam no sistema periódico. Seus trabalhos posteriores no campo da radiatividade foram tanto ou mais importantes que estes.
Escreveu “Gases da Atmosfera” (1896), Química Moderna” (1902) e Essays, Biographical and Chemical (1908).